# Урекяну, Людмила Георгиевна
Людмила Георгиевна Урекяну (01.10.1936 — ?) — звеньевая колхоза имени Мичурина Лазовского района Молдавской ССР, Герой Социалистического Труда (30.04.1966).
Родилась 1 октября 1936 года в с. Старая Сынжерея, ныне пос. Лазовск Лазовского района Молдавии. Член КПСС с 1964 года.
После окончания школы с 1952 года работала в родном селе в колхозе имени Мичурина сначала в полеводческой бригаде, с 1956 года — звеньевая виноградарской бригады.
В 1961—1964 годах её звено собрало в среднем по 117,8 центнера винограда с гектара, в 1965 году — по 138,8 центнера в среднем с каждого из 20,6 гектара виноградника. За эти высокие показатели Указом от 30.04.1966 присвоено звание Героя Социалистического Труда с вручением ордена Ленина и золотой медали «Серп и Молот».
В крайне неблагоприятном 1966 году получена урожайность 100 центнеров с гектара. В 1967—1968 годах — по 140 ц/га.
Руководила звеном до организации в колхозе механизированной виноградарской бригады.